# 秋山雄祐
秋山雄祐（あきやま ゆうすけ、1984年6月10日 - ）は、日本の作曲家、ギタリスト、ミュージシャン。主にドラマ、CM、アーティスト楽曲提供、結婚式の音楽を手掛けている。2019年までは福岡の2人組グループ「イーシス（isis+）」のギタリストとして音楽活動を行い、現在は楽曲制作を中心に活動中。

## 人物・経歴
「イーシス（isis+）」のギタリストとして音楽活動後、現在は楽曲制作の現場で活動中。動画サイトで150万回再生された「メモリプレイ」の作曲者。

## 作曲
- 「メモリプレイ（主題歌）」（歌：fumika、作詞：村部大介（サプライズモール）、作曲・編曲：秋山雄祐）
- 「HERO」福岡ソフトバンクホークス上林誠司登場曲（歌：イーシス、作曲・編曲：Akeeeeem（秋山雄祐））
- 「LET ME GO!」（歌：ＧＯＬ★ＨＡＦ、作曲・編曲：Akeeeeem（秋山雄祐））
- 「Dear My Friend」（歌：ＧＯＬ★ＨＡＦ、作曲・編曲：Akeeeeem（秋山雄祐））
- 「ネットTV　バータービレッジテーマソング」（作曲・編曲：Akeeeeem（秋山雄祐））
- 「人生のメソッド（音楽制作）」